# Giacinto Cibrario
Giacinto Cibrario (Torino, 18 maggio 1843 – Torino, 20 gennaio 1917) è stato un avvocato e politico italiano.

## Biografia
Figlio del senatore Luigi Cibrario, ministro di Vittorio Emanuele II, liberale moderato, si laurea a Torino e per molti anni esercita nella stessa città la professione forense. Attivo fin da giovane nella vita politica, è stato per oltre venti anni consigliere comunale e provinciale del capoluogo piemontese e membro della deputazione provinciale. Sempre a Torino è stato per ventiquattro anni professore di legislazione civile ed economica all'Istituto tecnico, ha fondato il circolo filologico ed ha fatto parte della commissione amministrativa del consorzio universitario, dell'ordine degli avvocato e dell'istituto internazionale. Deputato per cinque legislature, viene nominato senatore a vita nel 1900.
Massone, nel 1907 fu radiato con Edoardo Daneo, Angelo Rossi e Tommaso Villa dal Grande Oriente d'Italia per aver promosso un blocco moderato a Torino contro l'avanzata radical-socialista nelle elezioni amministrative.